# Interstar Chim
Interstar Chim este o companie producătoare de produse pentru îngrijirea gospodăriei din România.
Interstar Chim este o companie cu capital grecesc, și are centrul de producție în România, de unde aprovizionează mai multe țări din regiune. Compania deține o fabrică de 7.000 de metri pătrați în București și are trei depozite la Cluj, Bacău și București.
Interstar Chim deține mărcile
Biocarpet (produse pentru îngrijirea covoarelor),
Peak (produse de curățat toaleta și desfundat țevi),
Rivex (clor, produse universale de curățat, produse pentru curățarea geamurilor, cuptorului, parchetului),
Evrika (detergent lichid de rufe, înălbitori, balsam de rufe),
Snow (înălbitori și anticalcar),
Wipe Out (produse pentru îngrijit mobilă),
Mr. Agreș (insecticide),
Trim (detergenți de vase, accesorii de curățat), și
Aroxol (insecticide)
Interstar este și distribuitor în România al mărcilor Love Plus, Denim, EveryDay, PomPon și Karaver.
Principalii competitori ai Interstar Chim sunt Procter&Gamble, Unilever, Henkel și Reckitt Benckiser.
Interstar Chim este o companie producătoare de articole pentru îngrijirea gospodăriei, o companie antreprenorială, un business înființat în 1996, care a devenit în 2005 parte a Grupului Eureka. 
Portofoliul de produse oferit de companie este alcătuit din branduri proprii precum Igienol, Biocarpet, Aroxol, Peak, Rivex, Snow, Evrika, dar și din brand-uri cunoscute, distribuite, cum ar fi Vileda, Lactacyd și Masculan. Cele mai importante branduri ale firmei sunt Igienol – numărul 1 pe piața dezinfectanților fără clor pentru suprafețe și obiecte, Biocarpet – lider pe piața produselor de curățat covoare, Aroxol – brand-ul numărul 2 pe piața insecticidelor, Rivex – brandul numărul 2 în produsele de curățare și îngrijire a lemnului și Peak WC, un jucător important în segmentul săpunurilor solide de toaletă.
De la înființare și până în prezent, cifra de afaceri a companiei Interstar a crescut în mod constant, 2018 fiind al paisprezecelea an de creștere neîntreruptă a vânzărilor. 
Pe piața din România, rețeaua de distribuție a Interstar Chim acoperă toată țara, atât segmentul de Modern Trade, cât și segmentul de Traditional Trade, astfel că produsele firmei sunt prezente în peste 8.000 de puncte de vânzare.
Compania beneficiază de o distribuție directă și relații de parteneriat cu rețelele International Key Account (IKA), iar pentru canalul Traditional Trade colaborează cu distribuitori care acoperă toate județele țării.
Interstar Chim deține o fabrică de 5.000 mp în București, cu o capacitate de producție de 10.000 de tone pe an, în Grupul Eureka mai existând o unitate de producție în Grecia. Tot în București este situat și centrul logistic care deservește toată țara, având o suprafață de 3.800 mp și o capacitate de depozitare de 5.300 de paleți. Lângă fabrică se află și un depozit cu o suprafață de 2.500 mp.
Interstar Chim vizează și activitatea de export, astfel încât produsele companiei ajung în Bulgaria, Republica Moldova și Ucraina. În momentul de față, piața de export reprezintă aproximativ 3% din valoarea totală a businessului. O parte a strategiei de viitor vizează dezvoltarea acestui segment de activitate, astfel încât tot mai multe produse să ajungă să fie cunoscute și apreciate pe piața externă.
Număr de angajați în 2020: 212
Note: www.interstar.ro
Număr de angajați în 2005: 350
Cifra de afaceri:
- 2007: 18,2 milioane euro[2]
- 2004: 10 milioane euro[1]